# 安條克十二世

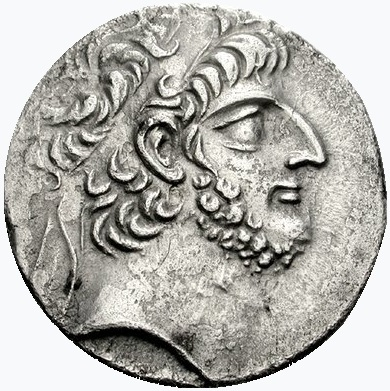
刻有安條克十二世頭像的四德拉克馬

安條克十二世（酒神）（希臘語：Αντιοχος，？—前84年），希臘化時代塞琉古王國後期陷入王室內戰的其中一位國王，是安條克八世的第五子，也是塞琉古六世的弟弟，統治時間從前87年到前84年。他的稱號「酒神」
外，還有「神顯者」、「篤愛父親者」，「凱旋者」，後期塞琉古王室在錢幣中多擁有數種稱號。
安條克起初受到托勒密埃及的軍力扶持，並在大馬士革建立自己的勢力，他的領地不大，僅擁有敘利亞南部一部份地區。他與他的兄長腓力一世爆發內戰外，也襲擊猶太哈希芒王朝的領土，並且還試圖壓制納巴泰的阿拉伯人。在一次對付納巴泰人的戰爭中，他最初獲的良好的進展，直到在戰場混戰時他被一位阿拉伯士兵所殺，國王戰死導致軍隊崩潰並逃逸至沙漠中，很快的大馬士革便落到托勒密之手。